# Plaza de toros (film)
Plaza de toros (Tarde de toros) è un film del 1956 diretto da Ladislao Vajda.